# Al-Dżarba
Al-Dżarba (arab. الجربا) – miejscowość w Syrii, w muhafazie Damaszek. W 2004 roku liczyła 2172 mieszkańców.